# Agnetas nyårskarameller
Agnetas nyårskarameller och Agnetas smällkarameller var ett underhållningsprogram med Agneta Sjödin där tabbar och roliga incidenter som skett inom TV4 under det gångna året visas. Programmet visades runt nyår mellan 1995 och 2005. Under nyåren 2002/2003 och 2003/2004 sändes två avsnitt varav det första avsnitt gick under namnet Agnetas smällkarameller. I programmet ingick också intervjuer med TV-profiler från TV4 samt glimtar under det kommande TV-året i TV4 samt musikgäster. Efter 2012 hade programmet börjat att sändas igen i januari varje år.

### Fotnoter
1. ↑  ”Svensk mediedatabas”. http://smdb.kb.se/catalog/search?q=%22Agnetas+ny%C3%A5rskarameller%22&sort=OLDEST. Läst 1 april 2011.